# 黄岐鎮
黄岐鎮（こうき-ちん）は福建省連江県に属する行政区で、黄岐半島中部に位置し、南側には馬祖列島が在る。面積は20平方キロメートル。

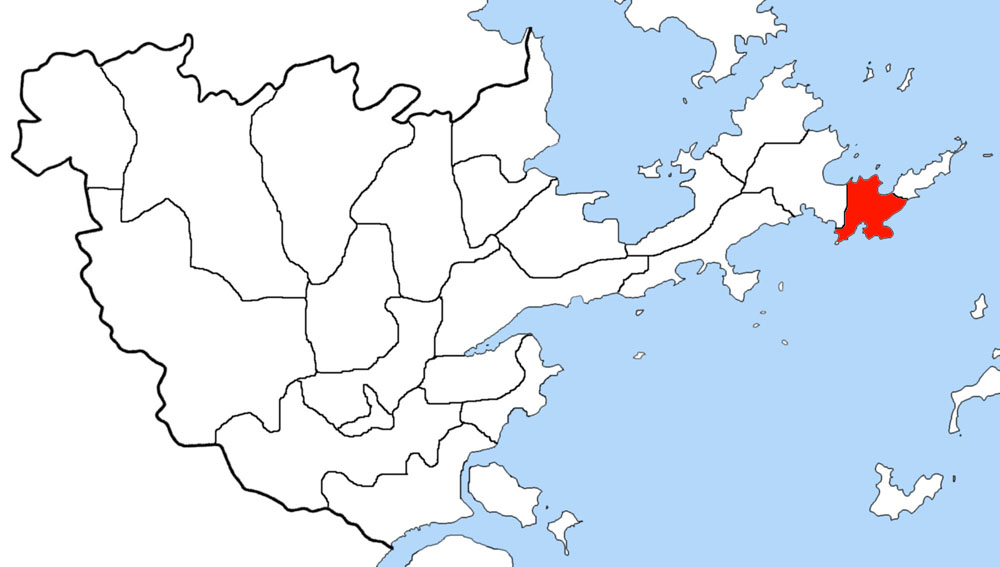

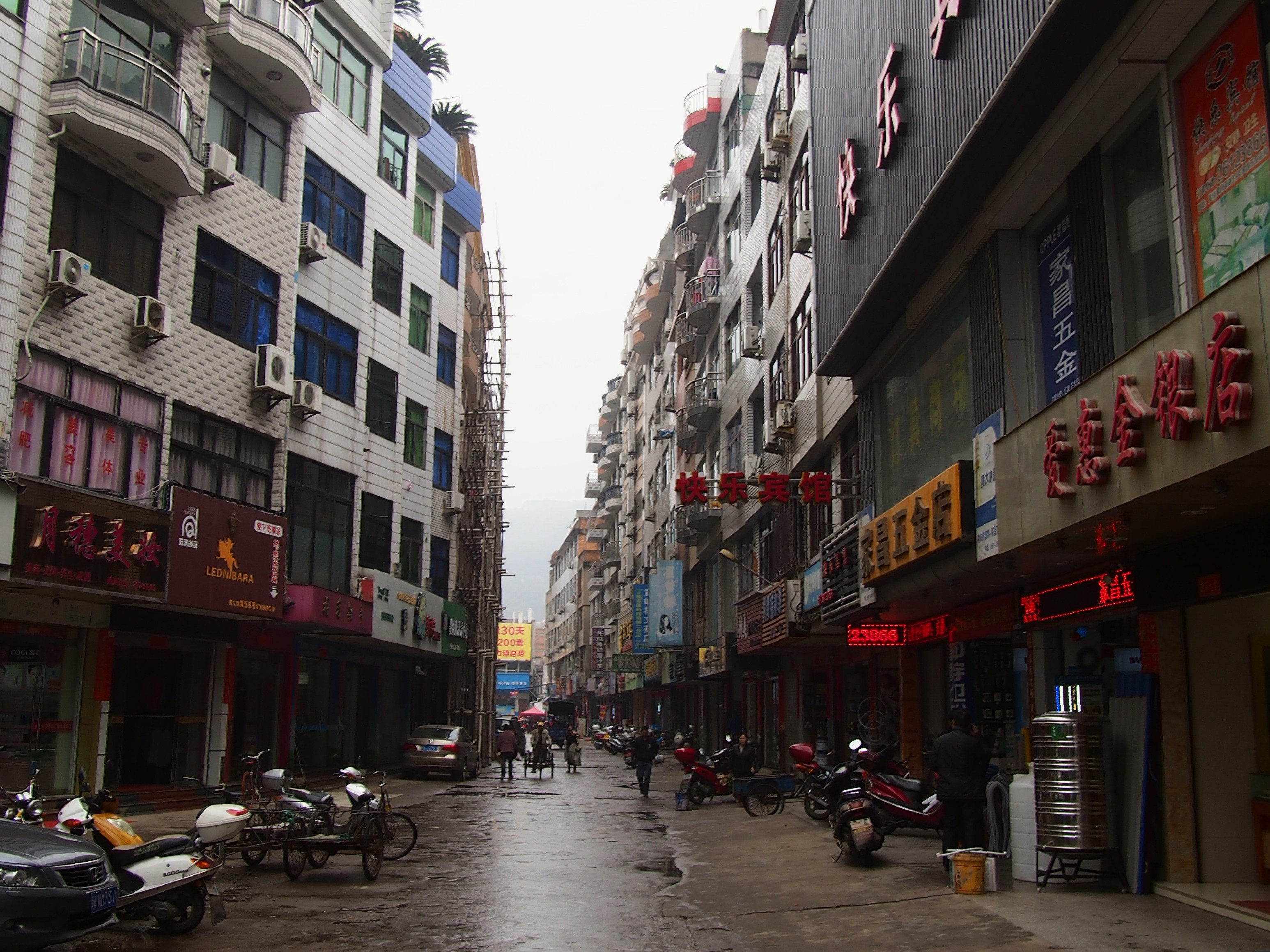

## 参考資料
- 行政区-連江（中国語）
- フォーカス台湾